# Лајмска болест
Лајмска болест или лајмска борелиоза је мултисистемско обољење субакутног и хроничног тока, које изазива бактерија Borrelia burgdorferi. Она захвата првенствено кожу, а затим срце, зглобове и централни нервни систем. Најчешћи знак инфекције је растући црвени осип, познат као еритема мигранс, који се појављује на месту убода крпеља око недељу дана након што се догодио. Осип обично не сврби, нити је болан. Отприлике 70–80% заражених људи развије осип. Остали рани симптоми могу да укључују грозницу, главобољу и умор. Ако се не лече, симптоми могу, између осталог, да укључују губитак способности померања једне или обе стране лица, болове у зглобовима, јаке главобоље са укоченошћу врата или лупањем срца. Месецима до годинама касније, могу се јавити поновљене епизоде болова и отока у зглобовима. Повремено се код људи појаве пробадајући болови или трнци у рукама и ногама. Упркос одговарајућем лечењу, око 10 до 20% људи најмање шест месеци развија болове у зглобовима, проблеме са памћењем и умор.
Лајмска болест преноси се на људе убодима заражених крпеља рода Ixodes. У Сједињеним Државама забрињавајући крпељи су обично типа Ixodes scapularis и морају бити везани најмање 36 сати пре него што се бактерија прошири. У Европи крпељи типа Ixodes ricinus могу брже ширити бактерију. У Северној Америци бактерије Borrelia burgdorferi и Borrelia mayonii узрокују лајмску болест. У Европи и Азији, Borrelia afzelii и Borrelia garinii су такође узрочници болести. Сматра се да болест није преносива између људи, других животиња, или путем хране. Дијагноза се заснива на комбинацији симптома, историји изложености крпељима и евентуалном испитивању специфичних антитела у крви. Тестови крви су често негативни у раним фазама болести. Тестирање појединачних крпеља обично није корисно.
Превенција укључује напоре да се спрече уједи крпеља, на пример ношење одеће која покрива руке и ноге и коришћење средстава за одбијање инсеката заснованих на -у. Коришћење пестицида за смањење броја крпеља такође може бити ефикасно. Крпељи се могу уклонити пинцетом. Ако је уклоњени крпељ био пун крви, једна доза доксициклина може се користити за спречавање развоја инфекције, али се обично не препоручује, јер је развој инфекције редак. Ако се инфекција развије, ефикасни су бројни антибиотици, укључујући доксициклин, амоксицилин и цефтриаксон. Стандардни третман обично траје две или три недеље. Неки људи развију температуру и болове у мишићима и зглобовима током лечења, који могу трајати један или два дана. Код оних који развију трајне симптоме, није утврђено да је дугорочна антибиотска терапија корисна.
Лајмска болест је најчешћа болест коју шире крпељи на северној хемисфери. Процењује се да погађа 300.000 људи годишње у Сједињеним Државама и 65.000 људи годишње у Европи. Инфекције су најчешће у пролеће и рано лето. Лајмска болест први пут је дијагнозирана као засебно стање 1975. године у месту Олд Лајм, Конектикат. Првобитно је поистовећивана са малолетничким реуматоидним артритисом. Одговорна бактерија је први пут описана 1981. године у раду Вилија Бургдорфера. Хронични симптоми након лечења добро су описани и познати су као „пост-третмански синдром лајмске болести“ (PTLDS). PTLDS се разликује од хроничне лајмске болести, термин који научна заједница више не подржава, а различите групе га користе на различите начине. Неки пружаоци здравствених услуга тврде да је PTLDS узрокован истрајном инфекцијом, али се не сматра се да је то тачно, јер се након стандардног лечења не могу наћи докази о истрајној инфекцији. Вакцина против лајмске болести продавана је у Сједињеним Државама између 1998. и 2002. године, али је повучена са тржишта због слабе продаје. У току су истраживања за развој нових вакцина.

## Епидемиологија
Лајмска болест је откривена 1975. године у граду Лајм (Конектикат, САД) поводом епидемичне појаве јувиналног артритиса, а 1981. Бургдорфер је из крпеља изоловао спирално увијен, покретан микроорганизам који припада роду Borrelia, односно породици Spirohetacea.
У Србији је први случај Лајмске  болести забележен   1987.

## Етиологија
Резервоари ове бактерије су крпељи, глодари, јелени и др. Вектори инфекције су тврди крпељи који преносе болест на човека и домаће животиње, а она се јавља обично сезонски (од раног пролећа до касне јесени) и то углавном код особа које често бораве у природи.

## Клиничка слика
Лајмска болест се клинички манифестује појавом локалног отока и црвенила (лат. erythema migrans) на месту убода и то 3-32 дана након инцидента. Локално црвенило је топло и углавном није болно. Код 50% пацијената идентичне промене се могу јавити на другим деловима тела, а код 15% пацијената кожне промене могу да изостану. Поред промена на кожи могу да се јаве температура, језа, малаксалост, главобоља, регионално увећање лимфних жлезда итд. Уколико се болест не препозна и не лечи на време, након неколико недеља развија се други стадијум са неуролошким симптомима, појавом болова у зглобовима и кардиолошким симптомима, а уколико се и у овој фази болест не третира након више месеци или година она улази у трећу фазу са тешким неуролошким испадима, променама на зглобовима и кожи.

## Дијагноза
Дијагноза се поставља на основу клиничке слике и података о уједу крпеља, а потврђује се тестом индиректне имунофлуоресценције или применом ELISA техника којим се откривају IgM антитела у серуму, ликвору и синовијалној течности зглобова. Након 1-3 месеца јављају се IgG антитела која се дуго одржавају. Изолација узрочника се не практикује. Као конфирмациони тест може се користити и Western blot.
| Поступак                                                          | Активности |
| ----------------------------------------------------------------- | --- |
| Праћење здравственог стања особа које су имале убод крпеља        | Спроводи се у трајању 3 месеца. Контролне прегледе обавља једном месечно - ординирајући лекар или лекар Саветовалишта за лајмску болест |
| Препознавање и откривање првих симптома и знакова лајмске болести | Захтева обавезно јављање ординирајућем лекару или лекару у Саветовалишту за лајмску болест. |
| Откривање нејасних симптома и знакова после убода крпеља          | Појава карактеристичног црвенила коже на месту убода крпеља - ерyтхема мигранс. Појава општих симптома и знакова инфекције (повишена телесна температура, главобоља, болови у зглобовима и мишићима, увећане локалне лимфне жлезде). Изузетно је важно почети са лечењем што пре применом правилне терапије под контролом ординирајућег лекара, дерматолога или инфектолога. |
| Критеријуми за постављање дијагнозе                               | Податак о убоду крпеља и/или боравак у природи на подручју где има крпеља заражених узрочником лајмске болести Симптоми и знаци лајмске болести Резултати серолошких испитивања (помоћна дијагностичка метода). |

## Терапија
Терапија ове болести зависи од њеног клиничког стадијума. Обично се користе: пеницилин, тетрациклини и хлорамфеникол, а код неуспешне антибиотске терапије у трећој фази препоручују се и кортикостероиди.
| Поступак                | Активности |
| ----------------------- | --- |
| Спречавање инфекције    | Крпеља треба извадити из коже што пре, у току првих 24 часа од убода, како би се смањила вероватноћа преноса инфекције. Скидање треба обавити стручно, у здравственој установи, искључиво механички, чистом пинцетом која је претходно дезинфикована алкохолом. |
| Пре одстрањивања крпеља | Не стављати никаква хемијска средства – етер, алкохол, бензин, ацетон, лак за нокте и др. Ова средства изазивају повраћање цревног садржаја крпеља у којем се могу наћи узрочници лајмске болести |
| Уклањање крпеља са коже | Уклањање треба вршити у здравственој установи (амбуланти, дому здравља, одељењу за кожне болести и др.). Крпељ се хвата пинцетом или још боље пеаном што ближе кожи, без гњечења или кидања његовог тела. Пинцета се потом мало повуче на горе, колико је довољно да се крпељ одигне од коже, а затим полако извлачи из коже окретањем пинцете супротно од казаљке на сату. Потом убодно место на кожи треба дезинфиковати. |